# Günter Steinhausen
Günter Steinhausen (15 de septiembre de 1917 – 6 de septiembre de 1942), nació en Lobkevitz, un pueblo de la isla de Rügen. Fue un piloto de caza y as de la aviación alemán que sirvió en la Luftwaffe durante la Segunda Guerra Mundial. Consiguió 40 victorias combatiendo en la campaña en África del Norte. Murió en acción.

## Segunda Guerra Mundial
Steinhausen se incorporó al Jagdgeschwader 27 (JG 27) a  principios de 1941 con el grado de suboficial, fue asignado al escuadrón 1./JG 27. Su primer derribo fue un Hawker Hurricane en un enfrentamiento con una formación del Escuadrón Nº 73 de la RAF la tarde del 9 de junio de 1941 al norte de Tobruk. 
El 26 de agosto logró su quinto derribo al norte de Sidi Barrani, un avión perteneciente al Escuadrón Nº 250 de la RAF, el Tomahawk IIb (AK374) del sargento Maurice Hards, un as de la aviación británica en ese momento, pues tenía 7 derribos confirmados. El sargento Hards, aunque fue herido en una pierna, pudo realizar un aterrizaje forzoso.
Su 10° derribo fue un Kittyhawk del Escuadrón Nº 94 de la RAF pilotado por el oficial de vuelo Crosbie, en un combate al sur de Tmimi. En la tarde del 16 de junio de 1942 consiguió una victoria múltiple al derribar cuatro aviones británicos, un Hurricane y tres P-40 sobre El Alamein y Gambut, con los que alcanzó las 23 victorias.
Repitió la victoria cuádruple la mañana del 28 de junio: en 8 minutos derribó 4 Hurricanes del Escuadrón 238 de la RAF al sur y al suroeste de Fuka, alcanzando los 30 derribos. Reclamó el derribo de un bombardero cuatrimotor de la USAAF, un B-24, a unos 100 km noroeste Bir el Astas.
Consiguió su último derribo, el que hacía el n° 40, el mismo día de su muerte, el 6 de septiembre de 1942. Su contrario pilotaba un Hurricane al sureste de El Alamein, aunque no se tiene claro si pertenecía al Escuadrón Nº 7 de la SAAF o al Escuadrón Nº 274 de la RAF. Tras ese derribo, él fue a su vez derribado. Como no pudo ser localizado, se le dio por desaparecido. Pilotaba el Bf 109 F-4 (W.Nr. 13 272) "5 blanco". El 3 de noviembre de 1942, Steinhausen fue ascendido a teniente y condecorado a título póstumo con la Cruz de Caballero.

## Condecoraciones
- Ehrenpokal der Luftwaffe (Copa de honor de la Luftwaffe) (5 de agosto de 1942)
- Cruz Alemana en oro (21 de agosto de 1942)
- Cruz de hierro 2ª y 1ª clase
- Cruz de Caballero de la Cruz de Hierro (3 de noviembre de 1942)